# Черданцев, Иван Алексеевич
Иван Алексеевич Черданцев (30 августа 1882, Екатеринбург — 8 января 1968, Москва) — заведующий кафедрой электротехники металлургического факультета Московской горной академии. Один из основателей теоретической электротехники в России, профессор, заслуженный деятель науки и техники РСФСР (1934).

## Биография
Родился 30 августа (с.с.) 1882 года в г. Екатеринбурге Пермской губернии. Окончил Екатеринбургскую мужскую гимназию в 1901 г. с серебряной медалью, электротехническое отделение Киевского политехнического института (1906). Ученик Николая Алексеевича Умова.
С 1 января 1913 года по представлению профессоров Киевского политехнического института был командирован на два года за границу для подготовки к профессорской деятельности. Стажировался у профессоров в учебных заведениях Берлина, Мюнхена, Штутгарта, Дрездена, Цюриха (Германия). Преподавал в Варшавском политехническом институте императора Николая II (с 1915), в Нижегородском политехническом институте (1917) и Нижегородском государственном университете (1918), в 1919 г. — в Высшей инженерной школе. С 1919 г. — профессор Московской горной академии, являлся заведующим кафедрой электротехники металлургического факультета, членом президиума этого факультета, заведующим лабораторией электротехники.
Профессор, в 1934 году удостоен звания заслуженный деятель науки и техники РСФСР, в 1927 г. — профессор МВТУ им. Н. Э. Баумана.
В начале 30-х гг. работает в Московском электротехническом институте связи, где организовал и возглавил кафедру «Теоретические основы электротехники». Под руководством проф. И. А. Черданцева впервые была разработана программа курса теоретических основ электротехники, включавшего в качестве основных частей теорию электрических цепей и теорию электромагнитного поля. Такое построение курса впоследствии было принято всеми электротехническими высшими учебными заведениями страны.
В 1937 году — член совета Наркомата связи СССР. По свидетельству протоиерея Алексия Емельянова, в конце 30-х был избран членом-корреспондентом АН СССР.
Его книги «Теория переменных токов» (выдержала пять изданий с 1923 по 1934 гг.) и «Введение в теоретическую электротехнику: руководство для энергетических втузов» (1934 г.) были одними из лучших учебников по этому курсу.
В конце 30-х гг. арестован, заключение отбывал, в частности, в «Болшевской шарашке» (г. Королёв), где с ним встречался бывший кораблестроитель, начальник участка корпусных работ крейсера «Киров» Б. П. Соколов. В 40-50 гг. работал в шарашке, расположенной в подмосковном Кучино, обычно именуемой «Институтом спецтехники». Институт имел радиотехническую направленность (прослушка, оперативная связь и т. п.).

В заключении обратился к богу, стал очень религиозным человеком. В Кучино познакомился с юным Николаем Евгеньевичем Емельяновым, на которого оказал большое влияние. Вот как об этом пишет протоиерей Владимир Воробьев:
«После смерти отца особое влияние на жизнь Коли Емельянова оказал старый профессор электротехники Иван Алексеевич Черданцев, перед войной арестованный без какой-либо вины и на 10 лет заключенный в „шарашку“, находившуюся в подмосковном поселке Кучино. Отбывая заключение, он потерял жену и маленького ребёнка, умерших „на свободе“, о чём Иван Алексеевич узнал далеко не сразу. Оставшись на свете абсолютно одиноким, работая над оборонными проектами в „ученой“ тюрьме, он обрел веру в Бога, стал молиться и, выйдя на свободу, остаток своей жизни отдал Церкви и помощи ближним. Но ещё в заключении он познакомился с Евгением Алексеевичем Емельяновым, работавшим после эвакуации из Ленинграда в той же „шарашке“ в качестве вольнонаемного. В последние годы Иван Алексеевич был расконвоирован и мог бывать у Емельяновых дома. Ему полюбился осиротевший мальчик Коля, который стал называть его „дедушкой“. Дедушка с радостью занимался с Колей математикой, физикой, постепенно вложил в его душу мысли о Боге. По совету дедушки Коля через несколько лет поступил на мехмат МГУ, стал интересоваться древнерусским зодчеством, в 1962—1964 гг. он был ответственным секретарем молодёжного клуба „Родина“, в котором активно трудился, спасая от гибели ещё оставшиеся православные храмы».
Реабилитирован в 1956 году.
Скончался 8 января 1968 года. Урна с прахом захоронена в колумбарии Донского кладбища.

## Семья
Жена: Черданцева Зинаида Владимировна (ур. Алфеева) (р. 1883) (поженились 2 сентября 1905 г.), окончила Киевский политехнический институт в 1910 году по первому разряду с дипломом инженера-технолога. 1913, 1914 гг. до войны слушала лекии и работала в Дрездене по электрохимии у профессора Эриха Мюллера, по прикладной физико-химии (электролиз и т. п.) у профессора Альфреда Лоттермозера, а также в Берлине, в лаборатории у проф. Веддинга по электрическим измерениям. Преподаватель МГА, впоследствии профессор. Как и муж, специализировалась в области электротехники. В браке родилась дочь, как и жена, умершая до окончания срока заключения И. А. Черданцева.
Брат: Черданцев Николай Алексеевич (литературный псевдоним Чердынцев-Топазов) (1863—1940) — профессиональный литератор.
Брат: Черданцев Александр Алексеевич (1871—1943) — научный сотрудник Книжной палаты Башкирской АССР, краевед.

## Избранные труды
- Черданцев И. А. Индукционные машины и их каскадные включения при постоянном числе оборотов / И. А. Черданцев. — Москва: тип. «Рус. о-ва», 1916. (Известия Варшавского политехнического института императора Николая II ; 1915. Ненум. вып., 1916. Вып. 1)
- Черданцев И. А. Теоретическая электротехника : Лекции, чит. в Электротехн. отд. Высш. инж. шк / Проф. И. А. Черданцев. — [Пг.] : Электротехн. отд. Высш. инж. шк., 1919.
- Черданцев И. А. Основы векторного и тензорного анализа : С прил. к теории электричества и магнетизма / Проф. И. А. Черданцев. — М. : Гос. изд., 1922.
- Черданцев И. А. Теория переменных токов / Проф. И. А. Черданцев. — М. ; Пг. : Гос. изд., 1923
- Черданцев И. А. Электромагнитные колебания и волны / Проф. И. А. Черданцев. — М. : Макиз, 1925.
- Черданцев И. А. Основы векторного и тензорного анализа : С прил. к теории электричества и магнетизма / Проф. И. А. Черданцев. — 2-е изд. — М. ; Л. : Гос. изд., 1925.
- Черданцев И. А. Теория переменных токов / Проф. И. А. Черданцев. — 2-е изд., перераб. и доп. — Москва ; Ленинград : Гос. изд-во, 1927
- Черданцев И. А. Теория переменных токов / проф. И. А. Черданцев. — 3-е изд., перераб. и доп., с задачами и примерами. — Москва ; Ленинград : ОНТИ — Гос. энергетич. изд., 1932
- Черданцев И. А. Теория переменных токов / Проф. И. А. Черданцев. — 4-е изд., стер. — Москва ; Ленинград : НКТП ССР — Гос. энергетич. изд-во, 1932
- Черданцев И. А., Черданцева З. В. Курс общей электротехники / Проф. И. А. Черданцев, проф. З. В. Черданцева. — 2-е изд., доп. и перераб. — Москва ; Ленинград : Энергоиздат, 1933
- Черданцев И. А. Теория переменных токов : Допущено КВТО при ЦИК СССР в качестве руководства для энергетич. втузов / Проф. И. А. Черданцев. — 5-е изд., доп. и перераб. — Москва ; Ленинград : Энергоиздат, 1934
- Черданцев И. А. Введение в теоретическую электротехнику : Допущено КВТО при ЦИК СССР в качестве руководства для энергетич. втузов / Проф. И. А.. Черданцев. — Москва ; Ленинград : Энергоиздат, 1934
- Черданцева З. В., Черданцев И. А. Курс общей электротехники / проф. З. В. Черданцева, проф. И. А. Черданцев. — 3-е изд., доп. — Москва ; Ленинград : Энергоиздат, 1934
- Всесоюзный заочный политехнический институт. Методическое письмо № … к «Теории переменных токов» по книге профессора И. А. Черданцева / ВЗИИ. — [Москва] : Б. и., [1935].
- Руководство к практическим работам в лаборатории переменных токов в Инст. нар. хоз. имени Г. В. Плеханова / Инж.-электр. А. С. Касаткин; Ин-т нар. хоз. им. Г. В. Плеханова. Вып.1: / Сост. под рук. проф. И. А. Черданцева.